# Walerian Zawirski
Walerian Zawirski właściwie Zawierski-Bartkowski (ur. 13 grudnia 1798 w Okrupiszkach, zm. 11 maja 1861 w Paryżu) – dowódca w powstaniu mińskim w czasie powstania listopadowego w 1831. 
2 lipca 1831 mianowany majorem 2. Pułku Ułanów. Od 1832 na emigracji we Francji.
Pochowany na Cmentarzu Montmartre.